# Timoléon (bande dessinée)
Pour les articles homonymes, voir Timoléon (homonymie) et Time Is Money.
Timoléon ou Time is money (sous-titré : Ils voyagent dans le temps pour de l'argent) est une série de bande dessinée française dessinée par Alexis sur un scénario de Fred dont les histoires ont été publiées dans l'hebdomadaire Pilote entre 1969 et 1973 et recueillie en trois volumes par Dargaud en 1974 et 1975.

## Synopsis
Timoléon, un colporteur inculte, frappe un jour à la porte du Professeur Stanislas, qui décide d'en faire son assistant/cobaye pour tester une machine à voyager dans le temps de son invention, dont il compte se servir pour s'enrichir.

## Personnages principaux
- Timoléon : commercial, vendeur en porte à porte
- Le professeur Stanislas : inventeur de la machine à voyager dans le temps

## Tomes
1. Time is money, 1974.
2. 4 pas dans l'avenir, 1975.
3. Joseph le borgne, 1975.

## Publication
La série paraît de 1969 à 1973 dans Pilote, des numéros 525 à 729. Les albums ne sont publiés qu'en 1974 et 1975, dans la collection « Histoires fantastiques ». Les deux premiers albums sont rééditées en quatre tomes de moyen format dans la collection 16/22 en 1977-1980. Les albums grands formats sont réédités avec la même couverture en 1984. Les éditions Vents d'Ouest reprennent la série depuis 1992, avec de nouvelles couvertures qui regroupent la série sous le nom du personnage de « Timoléon ».
Le 17 juin 2016, une édition intégrale regroupant les trois albums parus est publiée aux éditions Dargaud.

## Réception
À propos d'Alexis : « le réalisme nerveux et fin de son trait acquiert une première notoriété grâce à ces histoires poético-humoristiques de deux pauvres types (Timoléon et Stanislas) devenus voyageurs dans le temps ».